# Feliks Rejniak
Feliks Rejniak (ur. 24 sierpnia 1909 w Warszawie, zm 9 czerwca 1978) – polski zapaśnik, trener wychowawca Henryka Wojciechowskiego i Stanisława Bujaka. Z zawodu instalator wodno-kanalizacyjny, od 1935 instruktor, a 1939 trener. W trakcie kariery był zawodnikiem PTA –1924 ,YMCA Warszawa,PKS Warszawa, WKS „Legia” Warszawa, w latach 1947–1954 KS „Pafawag” Wrocław, kategoria wagowa 67,5–73,79 kg. W latach 60. prowadził zapaśników Lotnika Wrocław. Zdobył do drużynowe mistrzostwo Polski seniorów w 1966 i 1968 roku. Był laureatem plebiscytu Gazety Wrocławskiej na trenera roku w 1961. Został pochownay na cmentarzu komunalnym w Rudzie Śląskiej (sektor 4, rząd 8, grób 15).